# Tillandsia zaratensis
Tillandsia zaratensis là một loài thực vật có hoa trong họ Bromeliaceae. Loài này được W.Weber miêu tả khoa học đầu tiên năm 1983.